# Sumitomo Fudōsan
Sumitomo Fudōsan (japanisch 住友不動産株式会社 Sumitomo Fudōsan kabushiki-gaisha, englisch Sumitomo Realty & Development Co., Ltd.) ist ein japanischer Immobilienkonzern. Der Konzern ist in den Bereichen Vermietung, Verkauf, Bau und Maklerwesen aktiv.
Nach eigenen Angaben ist Sumitomo Fudōsan der größte Eigentümer von Büro-Gebäuden in Tokio.

## Geschichte
Das Unternehmen Izumi Fudōsan (japanisch 泉不動産 englisch Izumi Real Estate) entstand 1949 durch die Zerschlagung des Sumitomo Zaibatsus. Der Firmenname wurde 1957 in Sumitomo Fudōsan (japanisch 住友不動産 englisch Sumitomo Realty & Development) geändert. Im Jahr 1963 fusionierte das Unternehmen mit der Holdinggesellschaft des früheren Sumitomo-Zaibatsus. Ein Börsengang wurde 1970 durchgeführt.